# Turniej o Srebrny Kask 1993
Turniej o Srebrny Kask 1993 – rozegrany w sezonie 1993 turniej żużlowy z cyklu rozgrywek o "Srebrny Kask", w którym mogli uczestniczyć zawodnicy do 21. roku życia. Rozegrano dwa półfinały oraz finał, w którym zwyciężył Tomasz Kruk z Falubazu Zielona Góra przed Mirosławem Cierniakiem z Unii Tarnów i Piotrem Winiarzem ze Stali Rzeszów.

## Wyniki

### Półfinał (Rzeszów)
Rzeszów, 17 sierpnia 1993, sędzia: Jolant Szczepanek, awans: pierwsza ósemka
```
 1. 
Piotr Winiarz
        Rzeszów         3 3 2 2 3    13
 2. 
Mirosław Cierniak
    Tarnów          3 2 3 3 1    12
 3. 
Maciej Kuciapa
       Rzeszów         3 0 3 3 2    11
 4. 
Jacek Kalinowski
     Gdańsk          2 2 2 1 3    10
 5. 
Sławomir Sitek
       Rzeszów         2 3 2 1 2    10
 6. 
Robert Flis
          Gorzów Wlkp.    2 3 1 2 1     9
 7. 
Paweł Jachym
         Tarnów          0 3 1 2 2     8 +3
 8. 
Tomasz Kamiński
      Bydgoszcz       1 1 3 0 3     8 +2
 9. 
Marek Dera
           Gdańsk          1 1 3 2 1     8 +1
10. 
Adam Fajfer
          Gniezno         1 1 2 d 1     5
11. 
Maciej Bargiel
       Krosno          2 d 0 0 2     4
12. 
Marek Nowak
          Gniezno         0 2 1 1 0     4
13. 
Wojciech Kiełbasa
    Krosno          0 0 0 3 0     3
14. 
Robert Bonin
         Bydgoszcz       1 1 0 1 0     3
15. 
Leszek Sikorski
      Gniezno         0 0 1 0 0     1
16. 
Rafał Trojanowski
    Rzeszów         t             0
rez 
Rafał Wilk
           Rzeszów         3 2 0 3 3
```

### Półfinał (Kraków)
Kraków, 17 sierpnia 1993, sędzia: Józef Rzepa, awans: pierwsza ósemka
```
 1. 
Eugeniusz Tudzież
    Rybnik          3 3 3 3 3    15
 2. 
Krzysztof Fliegert
   Rybnik          3 2 3 3 3    14
 3. 
Krzysztof Zieliński
  Wrocław         2 2 3 3 2    12
 4. 
Tomasz Kruk
          Zielona Góra    2 1 2 3 3    11
 5. 
Robert Kempiński
     Grudziądz       3 3 3 d 1    10
 6. 
Grzegorz Wiśniewski
  Grudziądz       3 1 2 2 2    10
 7. 
Mirosław Sosna
       Opole           2 3 1 w 2     8
 8. 
Marek Fojcik
         Rybnik          1 3 2 t 1     7
 9. 
Krzysztof Mitura
     Leszno          0 2 1 1 2     6 +3
10. 
Mariusz Niemczura
    Opole           2 1 1 2 0     6 +2
11. 
Sławomir Rypień
      Leszno          1 d 0 2 3     6 +1
12. 
Zbigniew Jurasik
     Kraków          1 0 2 2 1     6 +d
13. 
Krzysztof Ulawski
    Grudziądz       1 2 0 d d     3
14. 
Zenon Zakrzewski
     Częstochowa     0 w 1 1 1     3
15. 
Dariusz Wach
         Opole           0 1           1
16. 
Mariusz Szańczuk
     Zielona Góra    w             0
```

### Finał (Machowa)
Machowa (Stadion żużlowy Machowa), 10 września 1993, sędzia: Ryszard Głód
zawody zostały przerwane po 18 biegach z powodu zapadających ciemności
```
 1. 
Tomasz Kruk
          Zielona Góra    3 2 3 3      11
 2. 
Mirosław Cierniak
    Tarnów          2 3 2 3      10
 3. 
Piotr Winiarz
        Rzeszów         3 3 3 0       9
 4. 
Robert Kempiński
     Grudziądz       3 1 2 2       8
 5. 
Eugeniusz Tudzież
    Rybnik          2 2 1 3       8
 6. 
Maciej Kuciapa
       Rzeszów         2 3 d 2       7
 7. 
Krzysztof Zieliński
  Wrocław         3 d 3 w       6
 8. 
Krzysztof Fliegert
   Rybnik          d 3 w 3       6
 9. 
Paweł Jachym
         Tarnów          0 2 3 1       6
10. 
Robert Flis
          Gorzów Wlkp.    1 1 2 1       5
11. 
Adam Fajfer
          Gniezno         0 1 1 2       4
12. 
Mirosław Sosna
       Opole           0 1 0 2       3
13. 
Grzegorz Wiśniewski
  Grudziądz       0 2 0         3
14. 
Tomasz Kamiński
      Bydgoszcz       1 2 0 0       3
15. 
Sławomir Sitek
       Rzeszów         1 w 1 1       3
16. 
Marek Fojcik
         Rybnik          2 0 u         2
rez 
Krzysztof Mitura
     Leszno          1
```